# منتيري
منتيري وتعرف أيضاً بإسم كامبونج مينتيري (لغة الملايو: Kampung Mentiri)، هي قرية تقع في الشمال الشرقي من مقاطعة بروناي مورا، بروناي. 

## السكان
- بلغ عدد السكان 1215 نسمة في عام 2016.[6]

- مصدر الرزق الأساسي للسكان الأصليين هو زراعة الأرز، مع انفتاح القرية على العالم الخارجي توقف إنتاج الأرز في القرية بالكامل تقريبًا بحلول السبعينيات.

- تحسن الدخل في القرية ومستوى المعيشة من خلال المشاريع الاقتصادية، مثل المبيعات والزهور والنسيج والزراعة.[7]